# Przylądek Północny
Przylądek Północny (norw. Nordkapp) – skalisty przylądek (klif o wysokości 307 m, 71°10′21″N, 25°47′40″E) w Norwegii w gminie Nordkapp, w prowincji Finnmark na wyspie Magerøya, połączonej z lądem stałym podmorskim tunelem drogowym Nordkapp. 

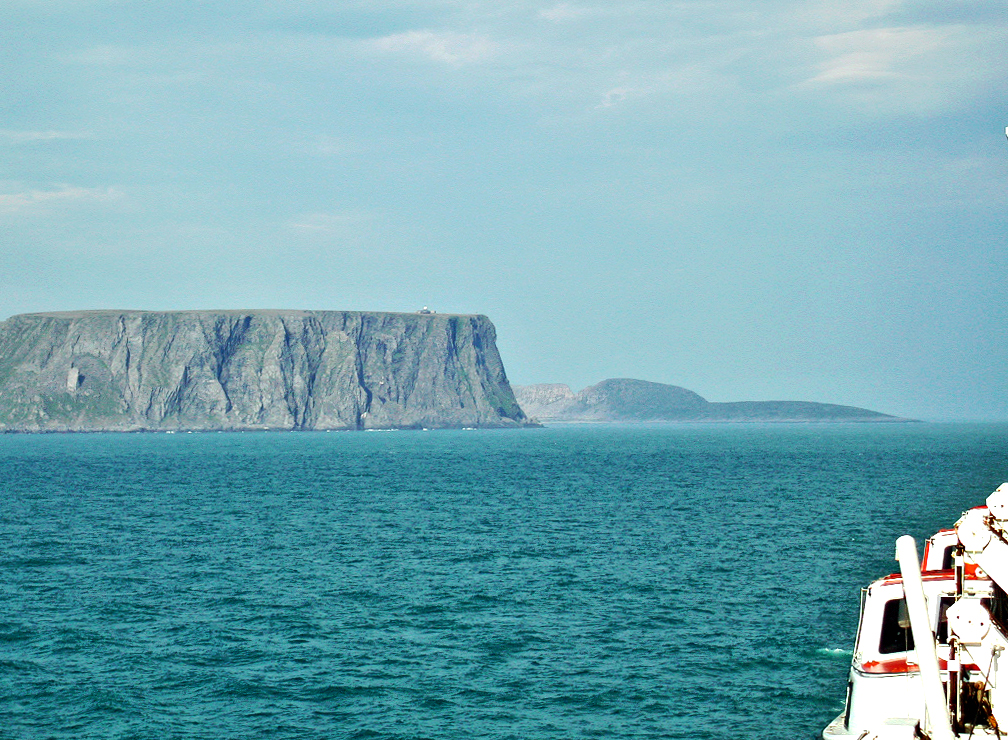
Przylądek Północny – wysoka płaska skała na bliższym planie, widok ze wschodu; w głębi Knivskjellodden

Nordkapp często błędnie uznawany jest za najdalej na północ wysunięty przylądek Europy; w rzeczywistości inny przylądek, znajdujący się na tej samej wyspie około 4 kilometry dalej na północny zachód, Knivskjellodden, jest wysunięty o 1457 m bardziej na północ niż Nordkapp. Knivskjellodden jednak wynurza się niżej nad poziom morza i co najistotniejsze, nie prowadzi do niego żadna droga jezdna i dlatego to Nordkapp jest celem większości wycieczek w te rejony (a zarazem punktem końcowym trasy międzynarodowej E69). Ponieważ jednak obydwa te przylądki leżą na wyspie, zatem za najdalej na północ wysunięty skrawek lądu stałego Europy należy uznać Nordkinn (Kinnarodden) – przylądek, który leży o 2 minuty i 19 sekund szerokości geograficznej na południe (tj. o ok. 4,7 km dalej od bieguna niż Nordkapp) i około 68 km na wschód od Nordkapp. Najdalej na północ wysunięty punkt Europy (wraz z wyspami) to przylądek Fligely na Wyspie Rudolfa (Ziemia Franciszka Józefa) 81°54' N.
Nazwę nadał Przylądkowi Północnemu w roku 1553 angielski odkrywca Richard Chancellor, który przepłynął obok niego podczas poszukiwań tzw. Przejścia Północno-Wschodniego – morskiej drogi do Azji. Z trzech statków, które wyruszyły w drogę przetrwał i wrócił tylko jeden. Pierwszy "turysta" na Przylądku Północnym pojawił się ponad 100 lat później w 1664 roku, był to włoski ksiądz Francesco Negri, któremu dotarcie do celu zajęło aż dwa lata.
Od tamtego czasu Przylądek Północny był odwiedzany przez odważnych podróżników, którzy wówczas dopływali statkami lub łodziami od strony zatoki Hornvika, skąd musieli się wspinać po stromym zboczu. Spośród znanych postaci warto tu wymienić króla Szwecji i Norwegii Oskara II (odwiedził Nordkapp 2 lipca 1873, na przylądku znajduje się obelisk upamiętniający wizytę) oraz króla Tajlandii Chulalongkorn (1907).

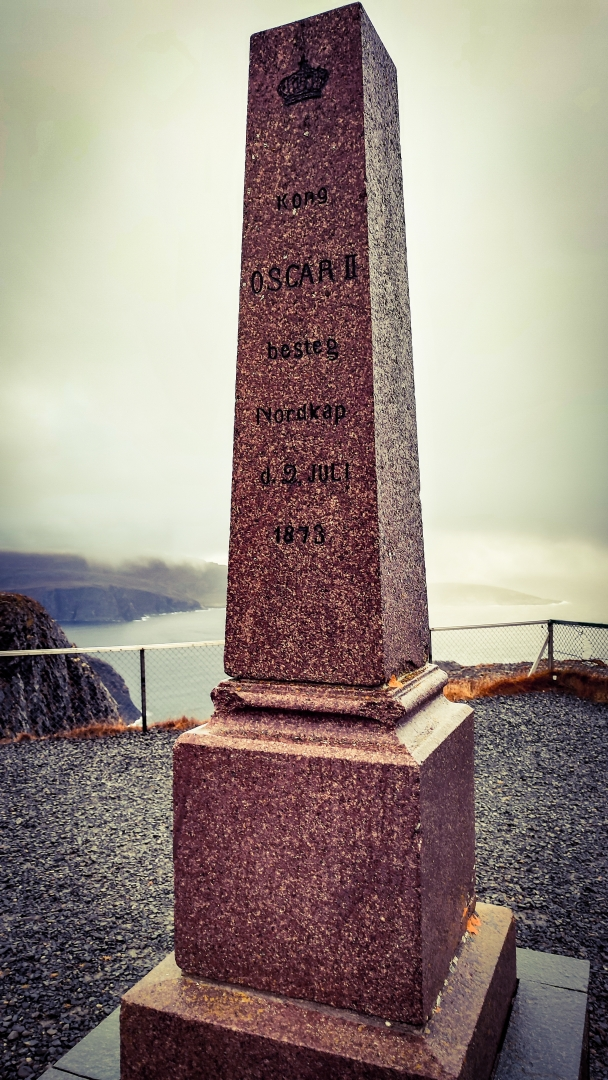
Obelisk upamiętniający przybycie króla Oscara II na Nordkapp 2 lipca 1873 r.